# Prin ochii ei (serial de televiziune)
Prin ochii ei (titlu original în engleză Behind Her Eyes) este un serial de televiziune web thriller psihologic supranatural britanic creat de Steve Lightfoot, bazat pe romanul cu același nume din 2017 al lui Sarah Pinborough. Serialul a avut premiera pe Netflix pe 17 februarie 2021 și îi are în rolurile principale Simona Brown, Tom Bateman, Eve Hewson și Robert Aramao.

## Sinopsis
Behind Her Eyes este povestea Louisei, o mamă singură, a cărei „lume este zdruncinată când începe o aventură cu noul ei șef, David, iar lucrurile iau o întorsătură și mai necunoscută atunci când este atrasă într-o prietenie puțin probabilă cu soția sa, Adele. Ceea ce începe ca un triunghi amoros neconvențional devine în curând o poveste întunecată, psihologică, cu suspans și revelații întortocheate, pe măsură ce Louise este prinsă într-o rețea periculoasă de secrete în care nimic și nimeni nu este ceea ce pare”.

## Distribuție și personaje
- Eve Hewson ca Adele Ferguson (născută Campbell)
- Tom Bateman ca Dr. David Ferguson
- Simona Brown ca Louise Barnsley
- Robert Aramayo în rolul lui Rob Hoyle
- Tyler Howitt ca Adam
- Georgie Glen ca Sue
- Nichola Burley ca Sophie
- Roshan Seth ca Dr. Sharma
- Nila Aalia ca Geeta Sharma

## Producție

### Dezvoltare
Pe 25 ianuarie 2019, s-a raportat că Netflix a comandat producția unui prim sezon cu șase episoade. Steve Lightfoot este creditat drept creator și producător executiv al serialului. În august 2019, s-a anunțat că Erik Richter Strand va regiza serialul.

### Casting
În august 2019, s-a confirmat că Simona Brown, Eve Hewson, Tom Bateman și Robert Aramayo vor juca în serial.

### Filmare
Fotografia principală pentru serial a avut loc în Londra și Scoția, din iunie până în octombrie 2019.

## Lansare
Pe 4 februarie 2021, Netflix a lansat trailerul oficial al serialului. Serialul a fost lansat pe 17 februarie 2021.